# Hebrew Union College Annual
Hebrew Union College Annual (HUCA) ist eine jährlich erscheinende, von Experten begutachtete wissenschaftliche Zeitschrift im Bereich der Judaistik, die in Cincinnati, Ohio, erscheint (Jewish Publication Society of America). Sie wurde 1924 gegründet und wird vom Hebrew Union College herausgegeben, einem Rabbiner, Kantoren und Religionslehrer ausbildenden und in Judaistik bis zur Promotion führenden jüdischen Institut für Religion mit drei Ausbildungsstätten in den USA und einem Campus in Jerusalem. Die Chefredakteure sind David H. Aaron und Jason Kalman. 
Als ihre Ziele werden nach Eigenangabe aufgeführt, das jüdische Lernen zu fördern und die Verbreitung neuester wissenschaftlicher Erkenntnisse im gesamten Spektrum der Judaistik, einschließlich Bibel, Rabbinistik, Sprache und Literatur, Geschichte, Philosophie und Religion, zu erleichtern.